# Relaciones Perú-Polonia
Las relaciones Perú-Polonia (en polaco: Stosunki Peruwiańsko-Polskie) se refiere a las relaciones diplomáticas entre la República del Perú y la República de Polonia. Ambas naciones son miembros de la Organización de las Naciones Unidas.

## Historia

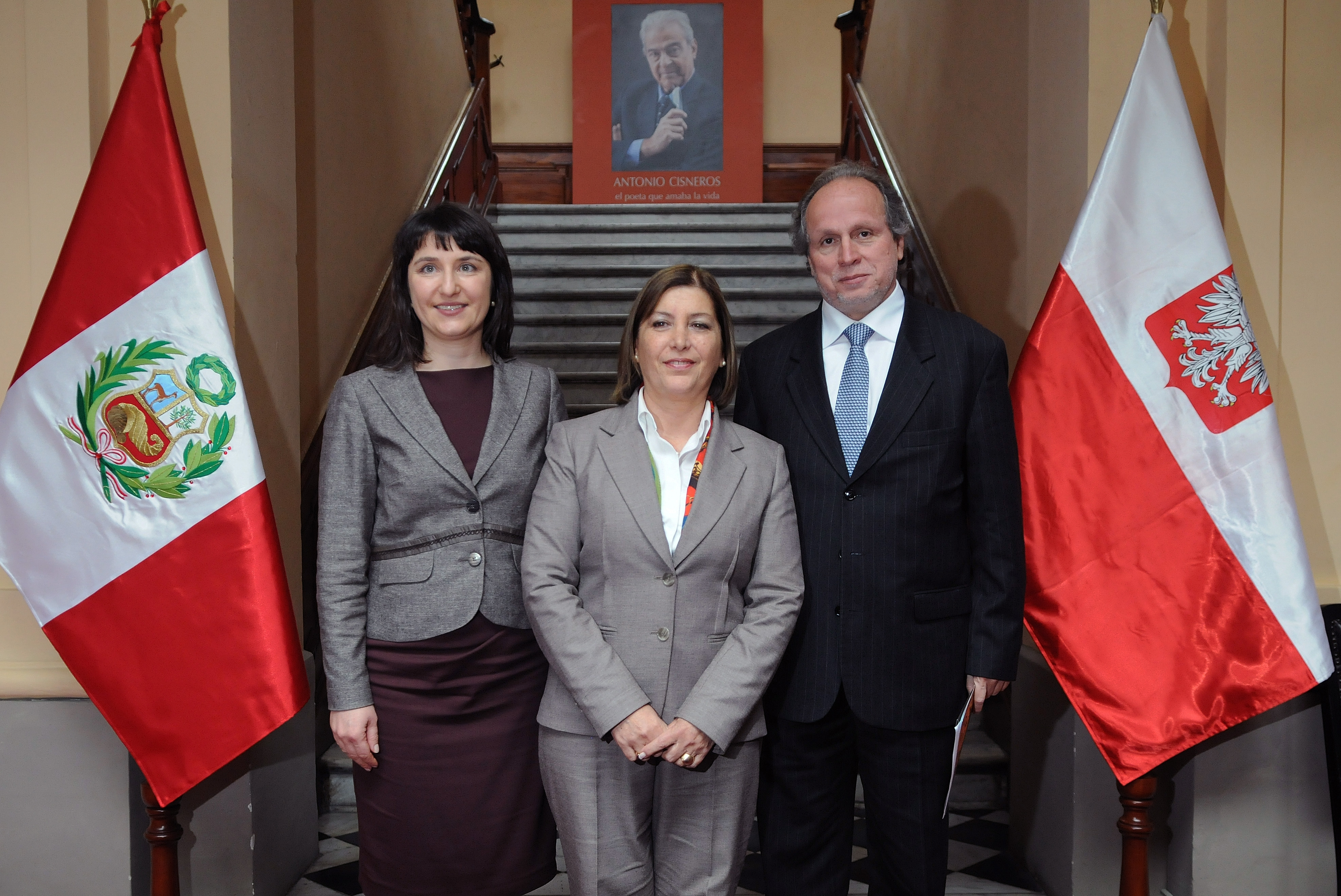
Conmemoración de los 90 años de relaciones diplomáticas entre Perú y Polonia, 2013.

Pequeñas cantidades de inmigrantes polacos emigraron a Perú y a quienes se les prometió tierras cerca del Río Ucayali a fines del siglo XIX. El polaco-peruano más destacado fue Ernest Malinowski, quien está acreditado por construir el ferrocarril más alto del mundo (Ferrocarril Central del Perú) en los Andes peruanos. También luchó él por Perú en la Guerra hispano-sudamericana contra las fuerzas españolas en 1866.
En 1921, Polonia estableció un consulado honorario en Lima y en 1923 Perú abrió un consulado honorario en Varsovia. En 1923, Perú y Polonia establecieron oficialmente relaciones diplomáticas. En 1967, Polonia abrió un consulado-general en Lima. En 1969, el consulado-general se convirtió en embajada. Ese mismo año, Perú abrió su embajada en Varsovia.
En 1989, el presidente Alan García se convirtió en el primer jefe de Estado peruano en visitar Polonia. En 1998, el presidente peruano Alberto Fujimori realizó una visita a Polonia. En 2002, el presidente polaco Aleksander Kwaśniewski realizó una visita al Perú, el primer jefe de Estado polaco en hacerlo. En 2007, el expresidente polaco Lech Wałęsa realizó una visita al Perú. En mayo de 2008, el primer ministro polaco Donald Tusk realizó una visita oficial a Perú.
En 2013, ambas naciones celebraron 90 años de relaciones diplomáticas. El expresidente del Perú, Pedro Pablo Kuczynski, es de distante ascendencia polaca.

## Visitas de alto nivel
Visitas de alto nivel del Perú a Polonia
- Presidente Alan García (1989)
- Presidente Alberto Fujimori (1998)

Visitas de alto nivel de Polonia a Perú
- Presidente Alexander Kwasniewski (2002)
- Primer Ministro Donald Tusk (2008)

## Relaciones bilaterales
Ambas naciones han firmado varios acuerdos bilaterales, como un Acuerdo de Comercio (1968); Acuerdo de Turismo (2008), Acuerdo de Cooperación Científica y Cultural (2008) y un Acuerdo sobre el Traslado de Prisioneros (2014). También existen convenios de cooperación entre algunas universidades peruanas y polacas.

## Relaciones económicas y comerciales
En 2018, el comercio entre Perú y Polonia sumó US$201 millones. Las exportaciones peruanas a Polonia consisten principalmente en frutas y productos pesqueros. Las exportaciones polacas a Perú incluyen: dispositivos eléctricos, vehículos de motor, bombillas, productos lácteos, aceites de petróleo, tractores, cables eléctricos y máquinas para la industria alimentaria.

## Misiones diplomáticas residentes
- Perú tiene una embajada en Varsovia.[10]
- Polonia tiene una embajada en Lima.[11]

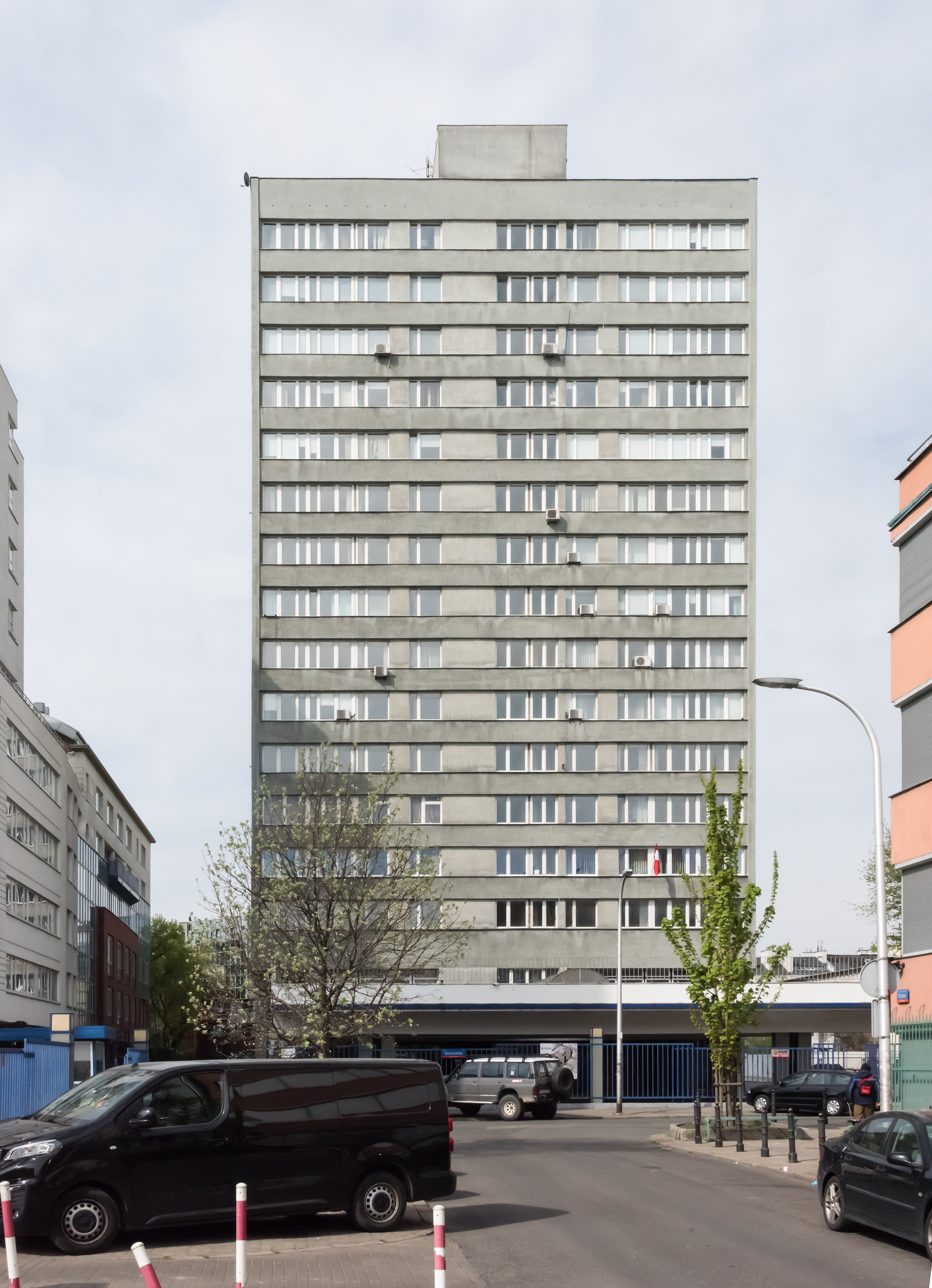
Edificio alojando a la Embajada del Perú en Varsovia
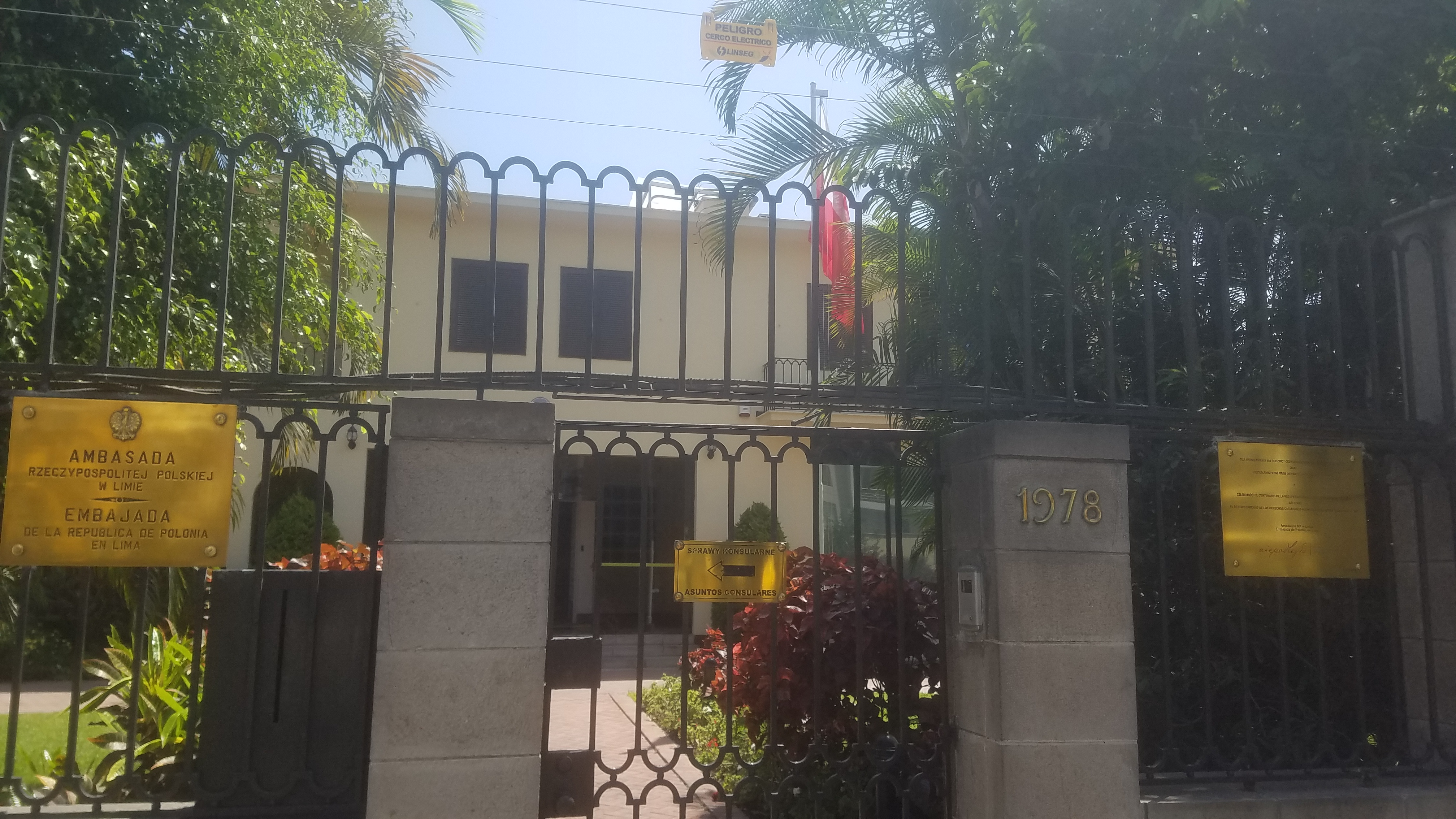
Embajada de Polonia en Lima